# فيليس بولدز
فيليس غاينيل بولدز (بالإنجليزية: Phyllis Bolds)‏ (فيليس ألين بالولادة، وُلدت في السادس عشر من شهر يناير عام 1932 – توفت في التاسع من شهر نوفمبر عام 2018) هي فيزيائية أمريكية عملت لدى مختبر ديناميكا الطيران التابع للقوات الجوية الأمريكية في قاعدة رايت–باترسون الجوية.

## حياتها المبكرة وتعليمها
كانت فيليس الطفلة التاسعة لعائلة مؤلفة من 10 أطفال، والداها آنا واي وألبرت جاي. ألين. حصلت بولدز على جائزة وسام الرابطة الأمريكية لمدرسي اللغتين الإسبانية والبرتغالية في الفترة الواقعة بين العامين 1947 و1948. تخرّجت بولدز بدرجة طالب متفوق من ثانوية دونبار، وهي جزء من نظام مدارس دايتون العامة، عام 1950. كانت بولدز المستفيدة الأولى من منحة المبتدآت التي قدمتها منظمة «دلتا سيغما سيتا». درست بولدز الفيزياء في جامعة أوكلاهوما المركزية، فحصلت على شهادة في الفيزياء بدرجة شرف «ماغنا كوم لاودي» –التي تعني «بامتياز»– عام 1954. كانت بولدز المرأة الوحيدة في صفوف الفيزياء التي حضرتها، وهو أمر تقليدي حينها. بعد تخرجها بفترة قصيرة، وظفتها قاعدة رايت–باتيرسون الجوية. وفرت لها القوات الجوية الأمريكية الدعم لدراسة علوم الحاسوب في جامعة دايتون والإدارة في جامعة سيمونز.

## أبحاثها ومسيرتها
بدأت بولدز العمل عام 1955 في قاعدة رايت–باتيرسون الجوية في مختبر تكنولوجيا الالكترونيات، فرع الرادار. نُقلت إلى مختبر ديناميكا الطيران عام 1957. في تلك الفترة، واجهت تحديًا في تصميم واستخدام الطائرة، وهو نقص المعلومات المتعلقة ببيئات العمل الديناميكية. عملت بولدز في الإدارة التقنية لمشروع بين عامي 1966 و1968 يبحث كيفية توقع بيئات اهتزاز الطائرات المستقبلية باستخدام البيانات المجموعة من الطائرات السابقة. جمعت بولدز بيانات اهتزاز الطائرات انطلاقًا من القاذفة نورثروب غرومان بي 2 سبيرت والمقاتلة إف–15 إيغل وطائرة الشحن دوغلاس سي–133 كارغوماستر، فاستخدمت الرحلات الاختبارية لجمع معلومات عن بيئات الاهتزاز الموجودة حول المركبات خلال ظروف الطيران الاعتيادية. جُمعت الكثير من البيانات، لذا استُخدمت تقنيات معالجة مثل محلل الطيف والحاسوب الصغير. وُصف تحليل الطيف الذي أجرته بولدز على اهتزاز وضجيج الطائرة بالـ «أساسي» والـ «عملي» لأنه يقترح طرقًا لتصحيح التأثيرات السلبية والضارة للبيئة السمعية الهوائية الشديدة التي تنتج جراء تشغيل الطائرات ذات الأداء العالي بالتزامن مع فتح محفظة الأسلحة الخاصة بتلك الطائرات. ساهم عملها المتعلق بترددات اهتزاز الطائرة المروحية في إثبات أن منحنى «إم» لاختبار اهتزاز الطائرة المروحية المُستخدم عام 1970 غير كافٍ وناقص، وقد يسمح بوقوع الكثير من حوادث فشل معدات الميدان.
في عام 1970، حضرت بولدز ندوة في أكاديمية القوات الجوية الأمريكية، فكانت المرأة الوحيدة بين مجموع الحضور البالغ عددهم 350 شخص. نشرت تقارير دورية من منشآت الاهتزاز والمرونة الهوائية. في عام 1979، مُنحت شهادة استحقاق عن عملها من طرف قيادة أنظمة القوات الجوية.
عملت بولدز لدى القوات الجوية الأمريكية لأكثر من 30 سنة، من بينها 15 سنة قضتها وهي تعمل على القاذفة «الخفية» نورثروب غرومان بي–2 سبيرت، واحتفت بها قاعدة رايت–باتيرسون الجوية في كتاب شخصيات مخفية. أُدخلت بولدز في جدار مشاهير ثانوية دونبار عام 2017. توفيت بولدز في التاسع من شهر نوفمبر عام 2018. في عام 2019، كانت إحدى المُكرمين في معرض «ناطحات سحاب دايتون»، والذي قدمته رابطة مسرح فيكتوريا وشانغو: مركز دراسات الفنون والثقافة الأفريقية–أمريكية.

## حياتها الشخصية
التقت بولدز زوجها إلمر غراهام بولدز في جامعة أوكلاهوما المركزية. عمل كلٌ من ابنها كيث بولدز وابنتها كارن بيسان لدى القوات الجوية الأمريكية. درست حفيدتها، أدريان إفريم، الهندسة أيضًا وتعمل في جناح الأداء البشري رقم 711. أُصيبت بولدز بجلطة عندما كانت في أوائل الأربعينيات، لكنها استمرت في عملها.